# Albert Rudbeck Lindhardt
Albert Rudbeck Lindhardt (* 12. Juli 2001) ist ein dänischer Schauspieler und Synchronsprecher.

## Leben und Karriere
Lindhardt wurde am 12. Juli 2001 geboren. Sein Debüt gab er 2016 in dem Film Der kommer en dag. Seine erste Rolle als Synchronsprecher bekam er im selben Jahr in Den magiske juleæske als Gregers. 2018 trat er in Landet af Glas auf. Außerdem sprach er Pugsley Addams in dem Film Die Addams Family. Außerdem bekam er 2020 in Helden der Wahrscheinlichkeit eine Hauptrolle. 2021 spielte Lindhardt in As in Heaven. Unter anderem setzte er 2022 seine Karriere in Pretty Young Thing fort.

## Filmografie
- 2016: Der kommer en dag
- 2018: Landet af Glas
- 2019: Kollision
- 2020: Helden der Wahrscheinlichkeit
- 2021: As in Heaven
- 2022: Pretty Young Thing
- 2024: Vejen hjem
- 2024: Families Like Ours – Nur mit Euch (Fernsehserie)

## Sprecherrollen
- 2016: Den magiske juleæske (Gregers)
- 2019: Die Addams Family (Pugsley Addams)